# Про любов?
«Про Любов?» — дванадцятий офіційний студійний альбом гурту «Скрябін», який вийшов у кінці 2007 року. До альбому потрапив трек «Шмата»,який звучав в виконанні лише гурту «Скрябін», відома версія треку яка звучить в кліпі записана разом з гуртом «XS».
Концертна презентація диску відбулася 24 листопада в київському клубі «Фаберже».
Вже в перший день було продано 15 000 екземплярів платівки.
Запис, зведення та мастеринг альбому зроблено в студії "На Хаті Рекордз", м.Васильків

## Композиції
1. «Парасолі» (3:57)
2. «Про Любов» (3:32)
3. «Шмата» (4:15)
4. «Мумітроль» (3:51)
5. «Хлопці Олігархи» (3:33)
6. «Вибач» (3:23)
7. «Алло!» (3:40)
8. «I Love You, Barselona» (3:22)
9. «Загублені Діти» (3:58)
10. «Інфляція. Дурдом» (3:25)

Бонуси
1. «Хлопці-олігархи» (кліп)
2. «Хлопці-олігархи» — караоке версія

## Над альбомом працювали
- Андрій «Кузьма» Кузьменко — вокал, музика, тексти
- Олексій «Зваля» Зволінський — музика, гітара
- Костя Сухоносов — клавіші, комп'ютер
- Костя Глітін — бас-гітара
- Вадим Колісніченко — барабани, перкусія
- Олена Розумна — бек-вокали, бандура

## Оформлення
- Фотографії — Іван Ясний, Маша Базілєва
- Дизайн обкладинки — Дмитро «Аху» Рябуха
- Логотип на обкладинці — futbalka.ua